# Рома (фильм)
«Рома» (исп. Roma) — чёрно-белый мексиканский фильм 2018 года, поставленный режиссёром Альфонсо Куароном, который также выступил его оператором, сценаристом, сопродюсером и со-монтажёром.
Мировая премьера ленты состоялась 30 августа 2018 года на 75-м Венецианском международном кинофестивале, где она принимала участие в основной конкурсной программе и получила главный фестивальный приз — «Золотого льва» .
13 января 2019 года фильм был удостоен премии Critics' Choice Movie Awards в номинации «Лучший фильм», а 22 января 2019 года фильм был номинирован на премию «Оскар» в 10 категориях, в том числе за лучший фильм.

## Сюжет
В основе сюжета ленты лежит история жизни обычной семьи среднего класса, живущей в районе Мехико — Колониа Рома в начале 1970-х годов. Отец редко бывает дома, мать воспитывает четырёх детей, опираясь на помощь двух служанок родом из местных индейцев. Судьбу героев переламывают студенческие беспорядки во время католического праздника 10 июня 1971 года, когда демонстранты были сначала избиты, а потом расстреляны военизированной провластной группировкой Лос Альконес.

## В ролях
- Ялица Апарисио — Клеодегария «Клео» Гутьеррес
- Марина де Тавира — сеньора София
- Фернандо Гредиага — Антонио
- Хорхе Антонио Герреро — Фермин
- Марко Граф — Пепе
- Даниэла Демеса — Софи
- Диего Кортина Аутри — Тоньо
- Карлос Перальта — Пако
- Нэнси Гарсия — Адела
- Вероника Гарсия — Тереза
- Хосе Мануэль Герреро Мендоса — Рамон
- Латин Ловер — профессор Совек

## Производство
8 сентября 2016 года было анонсировано, что Альфонсо Куарон напишет сценарий и будет режиссёром проекта, посвящённом мексиканской семье, которая живёт в Мехико в 1970-х годах. Производство было начато осенью 2016 года. К реализации проект ленты был подготовлен Куароном, Габриэлой Родригес и Николасом Селисом.

### Инцидент на съёмках
3 ноября 2016 года было заявлено, что на съёмочной площадке во время съёмок ограбили съёмочную группу. По данным студии две женщины пострадали, пять членов группы были госпитализированы, а мобильные телефоны, кошельки и ювелирные изделия были украдены. Как сообщалось, съёмочная группа приехала в тот день для проведения съёмок, когда группа городских рабочих подошла к членам группы и пыталась прекратить съёмку. Съёмочная группа заявила, что они имеют разрешение на съёмку, но рабочие остались, и между двумя группами началась драка.

## Релиз
В апреле 2018 года было объявлено, что Netflix приобрёл права на распространение фильма. Мировая премьера состоялась 30 августа 2018 года на 75-м Венецианском международном кинофестивале. Он также был показан 31 августа 2018 года на кинофестивале в Телуриди и 10 сентября того же года на Международном кинофестивале в Торонто, а также на Нью-Йоркском кинофестивале 5 октября 2018 года. Тизер фильма, который длится в течение одной минуты, был представлен 25 июля 2018 года Куароном в его аккаунте в Твиттере.

## Награды и номинации
| Список наград и номинаций | Список наград и номинаций                     | Список наград и номинаций                       | Список наград и номинаций                        | Список наград и номинаций | Список наград и номинаций |
| Год                       | Кинофестиваль/Кинопремия                      | Категория                                       | Номинант(ы)                                      | Результат                 | Ист.                      |
| ------------------------- | --------------------------------------------- | ----------------------------------------------- | ------------------------------------------------ | ------------------------- | ------------------------- |
| 2018                      | 75-й Венецианский международный кинофестиваль | Золотой лев                                     | «Рома»                                           | Победа                    |                           |
| 2018                      | Международный кинофестиваль в Торонто         | Приз «Народный выбор» — Специальные презентации | «Рома»                                           | Номинация                 |                           |
| 2019                      | Золотой глобус                                | Лучший фильм на иностранном языке               | «Рома»                                           | Победа                    | [ 18 ]                    |
| 2019                      | Золотой глобус                                | Лучшая режиссура                                | Альфонсо Куарон                                  | Победа                    | [ 18 ]                    |
| 2019                      | Золотой глобус                                | Лучший сценарий                                 | Альфонсо Куарон                                  | Номинация                 | [ 18 ]                    |
| 2019                      | BAFTA                                         | Лучший фильм                                    | «Рома»                                           | Победа                    | [ 19 ]                    |
| 2019                      | BAFTA                                         | Лучший неанглоязычный фильм                     | «Рома»                                           | Победа                    | [ 19 ]                    |
| 2019                      | BAFTA                                         | Лучшая режиссёрская работа                      | Альфонсо Куарон                                  | Победа                    | [ 19 ]                    |
| 2019                      | BAFTA                                         | Лучший оригинальный сценарий                    | Альфонсо Куарон                                  | Номинация                 | [ 19 ]                    |
| 2019                      | BAFTA                                         | Лучшая операторская работа                      | Альфонсо Куарон                                  | Победа                    | [ 19 ]                    |
| 2019                      | BAFTA                                         | Лучшая работа художника-постановщика            | Эухенио Кабальеро, Барбара Энрикес               | Номинация                 | [ 19 ]                    |
| 2019                      | BAFTA                                         | Лучший монтаж                                   | Альфонсо Куарон, Адам Гоф                        | Номинация                 | [ 19 ]                    |
| 2019                      | Спутник                                       | Лучший фильм на иностранном языке               | «Рома»                                           | Победа                    | [ 20 ] [ 21 ]             |
| 2019                      | Спутник                                       | Лучший режиссёр                                 | Альфонсо Куарон                                  | Победа                    | [ 20 ] [ 21 ]             |
| 2019                      | Спутник                                       | Лучшая актриса — кинофильм                      | Ялица Апарисио                                   | Номинация                 | [ 20 ] [ 21 ]             |
| 2019                      | Спутник                                       | Лучший оригинальный сценарий                    | Альфонсо Куарон                                  | Победа                    | [ 20 ] [ 21 ]             |
| 2019                      | Спутник                                       | Лучший монтаж                                   | Альфонсо Куарон                                  | Победа                    | [ 20 ] [ 21 ]             |
| 2019                      | Спутник                                       | Лучшая операторская работа                      | Альфонсо Куарон                                  | Номинация                 | [ 20 ] [ 21 ]             |
| 2019                      | Спутник                                       | Лучшая работа художника                         | Эухенио Кабальеро                                | Номинация                 | [ 20 ] [ 21 ]             |
| 2019                      | Спутник                                       | Лучший звук                                     | «Рома»                                           | Номинация                 | [ 20 ] [ 21 ]             |
| 2019                      | Оскар                                         | Лучший фильм                                    | Габриэла Родригес и Альфонсо Куарон              | Номинация                 | [ 22 ] [ 23 ]             |
| 2019                      | Оскар                                         | Лучшая режиссура                                | Альфонсо Куарон                                  | Победа                    | [ 22 ] [ 23 ]             |
| 2019                      | Оскар                                         | Лучшая актриса                                  | Ялица Апарисио                                   | Номинация                 | [ 22 ] [ 23 ]             |
| 2019                      | Оскар                                         | Лучшая актриса второго плана                    | Марина де Тавира                                 | Номинация                 | [ 22 ] [ 23 ]             |
| 2019                      | Оскар                                         | Лучший оригинальный сценарий                    | Альфонсо Куарон                                  | Номинация                 | [ 22 ] [ 23 ]             |
| 2019                      | Оскар                                         | Лучший фильм на иностранном языке               | «Рома»                                           | Победа                    | [ 22 ] [ 23 ]             |
| 2019                      | Оскар                                         | Лучшая операторская работа                      | Альфонсо Куарон                                  | Победа                    | [ 22 ] [ 23 ]             |
| 2019                      | Оскар                                         | Лучшая работа художника                         | Эухенио Кабальеро и Барбара Энрикес              | Номинация                 | [ 22 ] [ 23 ]             |
| 2019                      | Оскар                                         | Лучший звуковой монтаж                          | Серхио Диас и Скип Ливсей                        | Номинация                 | [ 22 ] [ 23 ]             |
| 2019                      | Оскар                                         | Лучший звук                                     | Скип Ливсей, Крэйг Хениган и Хосе Антонио Гарсия | Номинация                 | [ 22 ] [ 23 ]             |

В декабре 2018 года «Рома» удостоилась специальной награды Американского института киноискусства (AFI), ежегодно публикующего список десяти лучших фильмов года.